# HD 69830s asteroidbälte

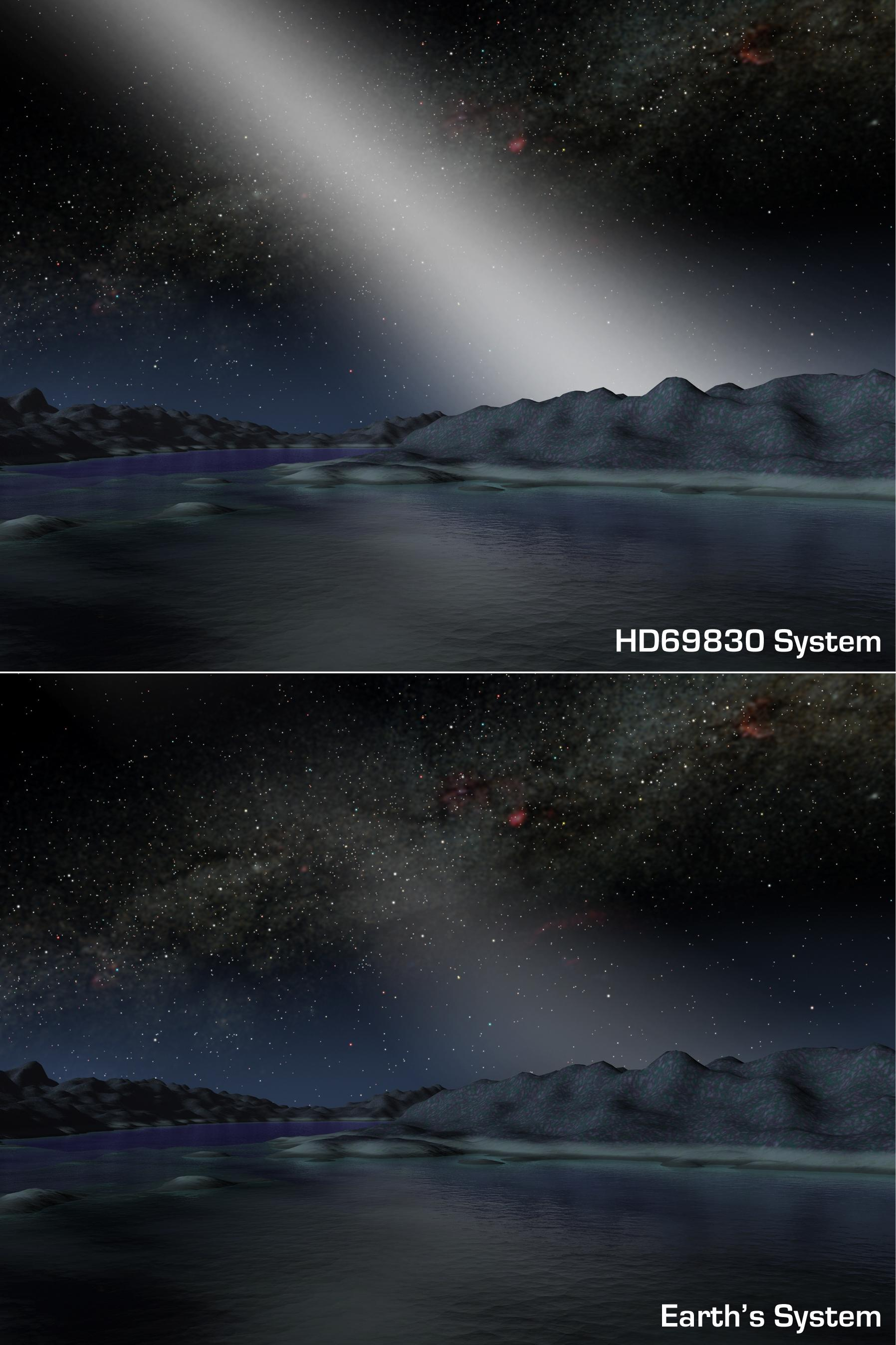
Jämförelse mellan vår natthimmel och en planet runt HD 69830. Notera det starka zodiakalljuset vid HD 69830.

HD 69830s asteroidbälte är ett asteroidbälte, eller möjligen en fragmentskiva, som ligger vid stjärnan HD 69830 som ligger 41 ljusår från jorden. Detta bälte upptäcktes med hjälp av rymdteleskopet Spitzerteleskopet år 2005. Asteroidbältet är tjugo gånger mer massivt än vårt asteroidbälte. Det ligger på samma avstånd som Venus omloppsbana gör i vårt solsystem. Bältet är så massivt att en natt på en närliggande planet skulle zodiakalljuset vara 1000 gånger starkare än hur vi ser det från jorden. Detta bälte gör det svårt att från en planet se Vintergatan.

## Uppkomst
Asteroidbältet kan ha uppkommit genom att en komet av ungefär Plutos storlek bröts sönder av gravitationskrafterna när den kom för nära HD 69830, ungefär som Shoemaker–Levy 9. En annan teori är att stoftet är svansen av en jättelik komet, eftersom stoftet innehåller olivin vilket även kometen Hale–Bopp gjorde. Men chanserna för att Spitzer ska ha upptäckt en jättekomet är väldigt små.
I vårt eget solsystem är det Jupiter som hindrar asteroidbältet från att sprida ut sig över ett större område. I detta solsystem är det troligt att planet "d" gör detta jobb.